# 桑加奈卜國家海洋公園和敦戈奈卜灣-姆卡瓦島國家海洋公園
桑加奈卜國家海洋公園和敦戈奈卜灣-姆卡瓦島國家海洋公園（阿拉伯语：‎）為位於苏丹紅海沿岸和海域的兩個海洋保護區。「桑加奈卜國家海洋公園」位於蘇丹海岸以外約25公里，是红海中一座孤立的珊瑚礁和唯一的環狀珊瑚島；「敦戈奈卜灣-姆卡瓦島國家海洋公園」位於蘇丹港北方約125公里，為珊瑚礁、紅樹林、海草床、沙灘和小島構成的生態系統。
「桑加奈卜國家海洋公園和敦戈奈卜灣-姆卡瓦島國家海洋公園」項目於2016年獲聯合國教科文組織登錄為世界遗产，為蘇丹截至2023年唯一的自然遺產。該地區提供了海鳥、鯨魚、鲨鱼、海龟、蝠鱝、儒艮等動物的棲息地。

## 桑加奈卜國家海洋公園
桑加奈卜海洋國家公園（阿拉伯语：‎）是蘇丹第一個海洋保護區，成立於1990年。桑加奈卜環礁是红海中唯一的環礁，是一處熱門的潛水點。該環礁是一個南北走向的狹長環礁，長6.5公里，寬1.6公里，周圍海域水深約800公尺。環礁的西邊距離非洲大陸約25公里，環礁中央的潟湖面積約4.6公里。
紅海是世界上緯度最北的熱帶海洋，為世界自然基金会列出的全球200個優先生物地理區域之一。該地區位於紅海北部和南部生物地理區之間的過渡區，包含多樣化和大部分未受干擾的生態，為地球上最北端的熱帶珊瑚礁系統之一。此地區有約20種海鳥，包括紅海地區的特有種白眼鷗；11種海洋哺乳動物包括伪虎鲸、短肢領航鯨、大翅鲸、宽吻海豚等；260種珊瑚，以及包括鲨鱼、蝠鱝、海龟等動物的棲息地。

## 敦戈奈卜灣-姆卡瓦島國家海洋公園
敦戈奈卜灣-姆卡瓦島國家海洋公園（阿拉伯语：‎）位於红海州，成立於2004年，是蘇丹的第二個海洋保護區。此地為珊瑚礁、紅樹林、海草床、沙灘和小島構成的生態系統。
敦戈奈卜湾為紅海的一處海灣，型態類似墨西哥加利福尼亚湾，為大陸與半島之間的一處海灣，入海口朝南。東西寬13公里，南北寬31公里，面積285平方公里:78。海灣平均水深為15.9公尺，但南北半部水深差異很大，南部最深處達 42.5公尺，而北部平均水深僅為7.2公尺。敦戈奈卜（Dungonab）在當地話的意思為儒艮居住的地方（儒艮（Dungon）+居住的地方（-ab詞尾））:295。敦戈奈卜灣全球儒艮主要棲息地之一，數量僅次於澳大利亚與波斯湾:246。
姆卡瓦島（Mukkawar Island）位於敦戈奈卜灣入海口南方約15公里處，距離非洲大陸海岸約6公里，為一個南北狹長的島嶼，南北長約9公里，東西寬約2.5公里。
敦戈奈卜灣與姆卡瓦島位置偏遠，當地也不是主要的漁場，幾乎沒有常住人口。由於該地區幾乎未受人類活動影響，物種豐富度高，從1980年代起就被認為是重要的生態保護地區。
敦戈奈卜灣-姆卡瓦島國家海洋公園於2001年獲國際鳥盟列為重点鸟区，為烟色隼、小凤头燕鸥、白頰燕鷗、褐翅燕鷗（Sterna anaethetus）、白領鷗等的棲息地。敦戈奈卜灣於2009年被列為拉姆薩濕地。

## 保護
蘇丹政府在國家和州兩個層級作出法律承諾，通過其全面的國家戰略保護和養護其沿海水域的資源。桑加奈卜國家海洋公園於1990年、敦戈奈卜灣-姆卡瓦島國家海洋公園於2004年分別被列為海洋保護區。蘇丹也通過相關法令，包括1986年《狩獵保護和聯邦公園法》、1987年《野生動物保護和國家公園法》、2001年《聯邦環境法》、2006年《國家環境法》來保護這些地區。

## 世界遺產登錄
「桑加奈卜國家海洋公園和敦戈奈卜灣-姆卡瓦島國家海洋公園」在1983年第7屆世界遺產委員會時已被提名，當時該地區尚未被列為海洋保護區。國際自然保護聯盟（IUCN）實地調查後認為該地具備世界遺產的價值，但法律保護尚未完備，因建議為「退回重報」（Defer）。:17
隨著桑加奈卜國家海洋公園和敦戈奈卜灣-姆卡瓦島國家海洋公園陸續列為海洋保護區。蘇丹政府於2012年再次提交世界遺產申請，但因文件不完整，未被列入2014年第38屆世界遺產委員會審議。
蘇丹政府修改文件後，於2014年1月再度提交申請。2016年7月，第40屆世界遺產委員會於土耳其伊斯坦堡召開，由蘇丹申報的項目「桑加奈卜國家海洋公園和敦戈奈卜灣-姆卡瓦島國家海洋公園」經大會通過，成為蘇丹第1個自然遺產，也是該國截至2023年唯一的自然遺產，編號為262rev。
该世界遗产被认为满足世界遺產登錄基準中的以下基準而予以登錄：
- （vii）包含出色的自然美景与美学重要性的自然现象或地区。
- （ix）在陆上、淡水、沿海及海洋生态系统及动植物群的演化与发展上，代表持续进行中的生态学及生物学过程的显著例子。
- （x）拥有最重要及显著的多元性生物自然生态栖息地，包含从保育或科学的角度来看，符合普世价值的濒临绝种动物种。

該遺產有2個子項目：
| 世界遺產編號 | 名稱                            | 所在地                | 保護範圍    | 緩衝範圍    |
| ------------ | ------------------------------- | --------------------- | ----------- | ----------- |
| 262rev-001   | 桑加奈卜國家海洋公園            | 19°44'10"N 37°26'35"E | 17,400公頃  | 504,600公頃 |
| 262rev-002   | 敦戈奈卜灣-姆卡瓦島國家海洋公園 | 20°56'14"N 37°15'19"E | 243,300公頃 | 504,600公頃 |